# آئرو ای‌ایی۰۳
آئرو ای‌ایی۰۳ (به انگلیسی: Aero_Ae_03) یک هواگرد ملخ‌پیشین تک‌موتوره از نوع شناسایی ساخت شرکت Aero است. در مجموع، تعداد ۱ فروند از این هواگرد ساخته شده‌است.